# Fahrradweiche

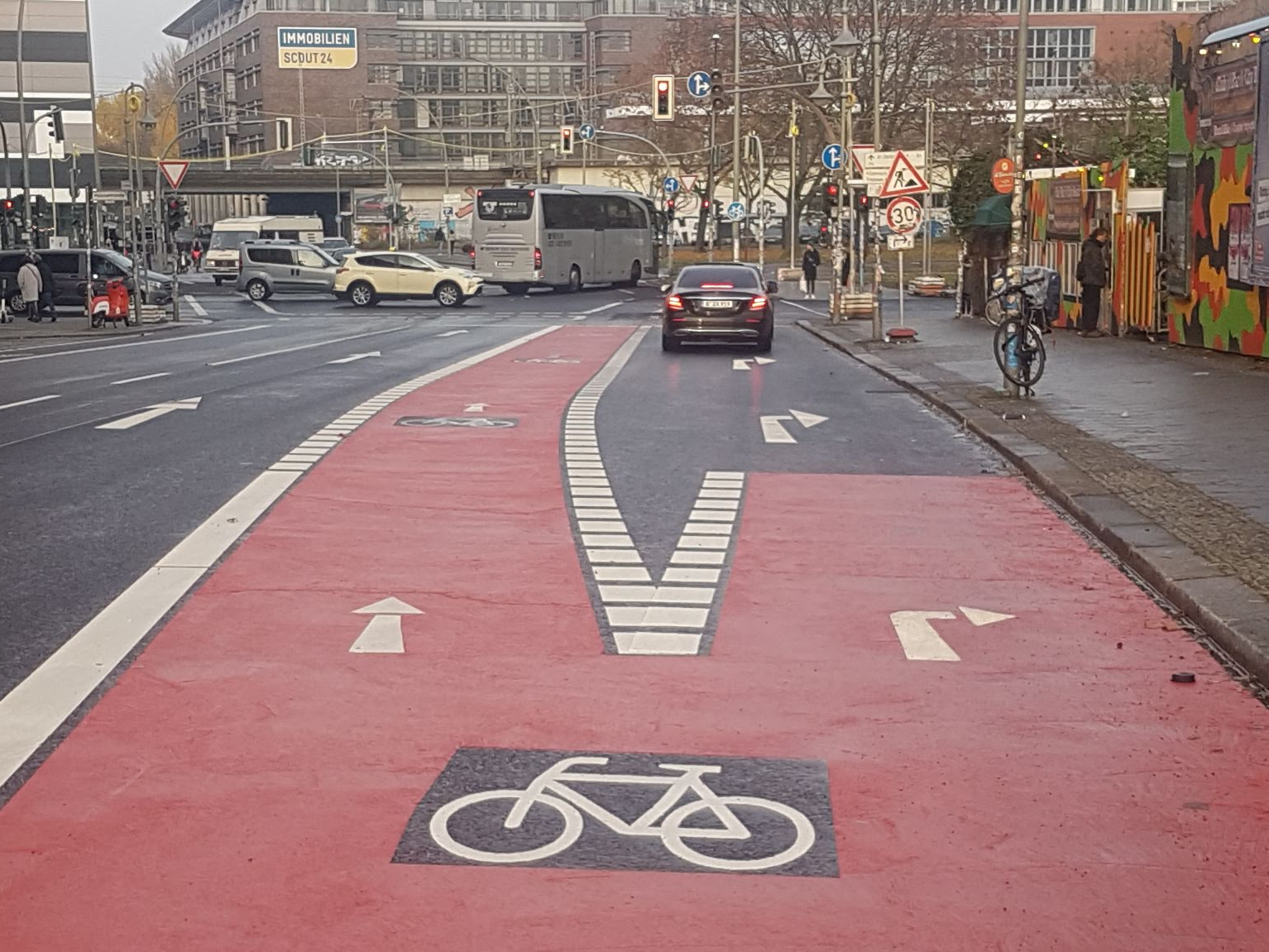
Fahrradweiche im Vordergrund und, im Hintergrund, Radfahrstreifen in Mittellage an der Schillingbrücke in Berlin

Eine Fahrradweiche, in der Schweiz Veloweiche,  ist eine bauliche oder markierte Trennung des Radverkehrs in verschiedene Fahrtrichtungen. Sie kann beispielsweise der Beginn eines Radfahrstreifen in Mittellage sein. Eine Fahrradweiche ist aber auch möglich an anderen Stellen, beispielsweise an abknickenden Vorfahrten.
Der Begriff wird häufig fälschlich synonym zum Radfahrstreifen in Mittelage verwendet.